# Odo Lang
Odo Maria Lang OSB (* 30. März 1938 in Schönenwerd, Kanton Solothurn, Schweiz als Josef Othmar Lang; † 5. Dezember 2020 in Einsiedeln) war ein Schweizer römisch-katholischer Priester, Benediktiner, Liturgiewissenschaftler und Stiftsbibliothekar im Kloster Einsiedeln.

## Leben und Wirken
Josef Othmar Lang wuchs mit seinen Eltern Othmar und Mathilde Lang-Kyburz und den beiden älteren Stiefgeschwistern, welche das Ehepaar aufgrund des bis dato unerfüllten Kinderwunsches adoptiert hatte, in Aarau auf. Nach der Primarschule in Schönenwerd legte er an der Stiftsschule im Kloster Einsiedeln 1958 die Matura ab. Anschliessend trat Lang in das Noviziat der Abtei ein, wo er den Ordensnamen Odo erhielt und 1959 die einfache, 1962 die ewige Profess ablegte. Am 1. Juni 1963 empfing er die Priesterweihe. Nach seinen theologischen Studien am Päpstlichen Athenaeum Sant’Anselmo in Rom und einer Lehrtätigkeit in Liturgiegeschichte sowie liturgischer Spiritualität am Liturgischen Institut von Sant’Anselmo unterrichtete Lang vorübergehend auch an der Theologischen Hauslehranstalt der Benediktinerabtei Santa Giustina in Padua.
Im Kloster wirkte Lang als Lehrer an der Theologischen Schule (1967–2011) und ab 1982 als Leiter der Klosterbibliothek, die er in Publikationen wissenschaftlich erschloss und einer umfassenden Restaurierung unterzog. Von 1975 bis 1991 war Lang Sekretär der Liturgiekommission der Salzburger Äbtekonferenz und in dieser Funktion an der Edition des Monastischen Breviers beteiligt. Im Jahr 1992 erfolgte seine Aufnahme in die Bayerische Benediktinerakademie, zunächst in die Theologische, dann in die Historische Sektion.
Langs Forschungsschwerpunkte waren neben der Bibliotheksgeschichte von Einsiedeln die benediktinisch-liturgische Spiritualität sowie die Übersetzung ausgewählter Handschriften des Klosters. Darüber hinaus publizierte er über den Gregorianischen Choral, dessen Tradition er als Regens Chori in Einsiedeln pflegte.
Lang starb am 5. Dezember 2020 auf der Pflegestation seines Klosters, in dessen Klostergruft er bestattet wurde.

## Veröffentlichungen (in Auswahl)
- Das Commune Sanctorum in den Missale-Handschriften und vortridentinischen Drucken der Stiftsbibliothek Einsiedeln. Ein Beitrag zur Geschichte des Commune Sanctorum (= Studien und Mitteilungen zur Geschichte des Benediktinerordens und seiner Zweige / Ergänzungsband. Nr. 20). Winfried-Werk, Ottobeuren / Augsburg 1970.
- Sacra pagina. Theologie im mittelalterlichen Kloster Einsiedeln, 10.–12. Jahrhundert,  Ausstellung 2002. Einsiedeln 2002, OCLC 248861226.
- Katalog der Handschriften in der Stiftsbibliothek Einsiedeln Teil 2. Codices 501–1318. Schwabe, Basel 2009, ISBN 978-3-7965-2516-2.
- Der Mönch und das Buch. Die Stiftsbibliothek Einsiedeln, Deutung und Geschichte. Neuausgabe Auflage. Einsiedeln 2010, ISBN 978-3-9523528-2-3.